# Antonio Alabanti
Antonio Alabanti, o Antonio di Labante (Bologna, ... – Vigevano, 8 dicembre 1495), è stato un teologo italiano, generale riorganizzatore dell'Ordine dei Servi di Maria.

## Biografia
Nato nella prima metà del XV secolo, si addottorò presso l'Università di Bologna nel 1463 e insegnò nell'Università di Firenze dal 1466; successivamente insegnò anche nelle università di Padova e di Pisa. Già noto come studioso, fu eletto generale dell'Ordine dei Servi di Maria nel 1485.
Fu molto legato alla famiglia Medici e fu lui a salvare Lorenzo e Clarice, figli di Piero de' Medici il 9 novembre del 1494, allo scoppio della rivoluzione popolare savonaroliana che li costrinse assieme al padre a lasciare Firenze.
Si adoperò instancabilmente per la salvaguardia e la floridezza dell'Ordine ottenendo il ripristino di tutti i privilegi di cui aveva goduto nei secoli ottenendo l'emanazione della bolla "Mare Magnum" del 27 maggio 1487 da papa Innocenzo VIII che nello stesso anno lo aveva nominato membro di una commissione per giudicare teologicamente della filosofia di Pico della Mirandola. Albanti con altri due cardinali non firmò il verbale conclusivo di condanna per eresia.
Si interessò della riorganizzazione dei monasteri dei confratelli francesi, spagnoli e tedeschi e, dopo la scoperta dell'America, dispose l'invio dei Serviti in quelle terre.
A lui si deve la pubblicazione nel 1492 delle opere del filosofo servita Urbano da Bologna.
Morì improvvisamente l'8 dicembre del 1495 facendo subito nascere il sospetto che fosse stato fatto avvelenare da Ludovico il Moro, nemico dei Medici.